# Ellipteroides (Progonomyia) hesperius
Ellipteroides (Progonomyia) hesperius is een tweevleugelige uit de familie steltmuggen (Limoniidae). De soort komt voor in het Nearctisch gebied.